# Epizeuxis diminduendis
Epizeuxis diminduendis là một loài bướm đêm trong họ Noctuidae.